# Tansila
Pour le département et la commune rurale, voir Tansila (département).
Tansila est un village du département et la commune rurale de Tansila, dont il est le chef-lieu, situé de la province des Banwa et la région de la Boucle du Mouhoun au Burkina Faso.

## Éducation et santé
Tansila accueille un centre de santé et de promotion sociale (CSPS).
Le village possède deux écoles primaires publiques.